# گئورگیفکا (شهرستان لوکتفسکی، سرزمین آلتای)
گئورگیفکا (به لاتین: Georgiyevka) یک منطقهٔ مسکونی در روسیه است که در سرزمین آلتای واقع شده‌است.